# Tribute to Bobby
Tribute to Bobby è il primo album solista del cantante dei Simply Red, Mick Hucknall.

## Descrizione
Contiene brani classici del soul originariamente pubblicati negli anni sessanta e registrati dal leggendario Bobby Bland.

## Tracce
1. Farther Up the Road
2. Ain't That Lovin You
3. I'm Too Far Gone
4. Poverty
5. Yolanda
6. Stormy Monday Blues
7. I Wouldn't Treat a Dog
8. I'll Take Care for You
9. Chains of Love
10. I Pity the Fool
11. Cry, Cry, Cry
12. lead Me On